# San Cristóbal (El Salvador)
San Cristóbal é um município do departamento de Cuscatlán, em El Salvador. Sua população estimada em 2007 era de 8 058 habitantes.